# Henry Bellmon
Pour les articles homonymes, voir Bellmon.
Henry Bellmon, né le 3 septembre 1921 à Tonkawa (États-Unis) et mort le 29 septembre 2009 à Enid (États-Unis), est un homme politique américain républicain, gouverneur de l'Oklahoma à deux reprises, une première fois entre 1963 et 1967, puis entre 1987 et 1991, ainsi que sénateur de l'Oklahoma entre 1969 et 1981.